# Persepolis Athletic and Cultural Club
Il Persepolis Athletic and Cultural Club (in persiano باشگاه فرهنگی ورزشی پرسپولیس‎) è una società polisportiva iraniana di Teheran. 
Fondata nel 1942 come Shahin F.C. da Abbas Ekrami, un docente, assunse il nome attuale nel 1963. È nota soprattutto per la sua squadra di calcio, il Persepolis F.C., che milita nella Lega professionistica del Golfo persico, la massima divisione del campionato iraniano di calcio, ma è attiva anche in altri sport: futsal, taekwondo, pallavolo, wrestling, pallamano, nuoto, sollevamento pesi, pallacanestro in carrozzina, judo, atletica, goalball e scacchi. 
Possiede anche l'Università Persepolis, il primo ateneo sportivo iraniano, inaugurato nel 2013. L'università ha circa 600 studenti e tiene corsi per allenatori, corsi di educazione fisica e di giornalismo e telecronaca sportiva.

## Storia
Le radici del club risalgono allo Shahin Football Club, fondato nel 1942 dal docente Abbas Ekrami, che, con alcuni giovani studenti, adottò il motto "in primis l'etica, poi l'istruzione e in terzo luogo lo sport". Lo Shahin produsse molti calciatori di talento quali Parviz Dehdari, Masoud Boroumand, Homayoun Behzadi, Jafar Kashani, Hossein Kalani, Hamid Shirzadegan, molti dei quali militarono nella nazionale iraniana di calcio. Lo Shahin divenne una squadra di calcio molto popolare negli anni '60 del XX secolo, ma la sua notorietà fu vista come una minaccia dalla Federazione calcistica dell'Iran e dal giornale Keihan Varzeshi, la maggiore testata sportiva iraniana dell'epoca. L'astio si fece sempre maggiore, finchP l'Organizzazione iraniana dello sport sciolse il club nel 1967. L'affluenza negli stadi calò drasticamente, mentre altri club quali Pas, Rah Ahan e Oghab cercarono di ingaggiare i giocatori che militavano nello Shahin.
Nel 1963 nacque il Persepolis Athletic and Cultural Club, per volere di Ali Abdo, campione di pugilato tornato in Iran dagli Stati Uniti d'America. La sezione calcistica del sodalizio, il Persepolis Football Club, si iscrisse alla seconda divisione calcistica nazionale, guidata dall'allenatore Parviz Dehdari. Guadagnata una grande popolarità grazie all'ingaggio di numerosi calciatori che avevano vestito la maglia del defunto Shanin, dal 1968 la squadra milita nella massima serie iraniana, di cui è una delle compagini più decorate. Partecipò al Campionato d'Asia per club 1969, in Thailandia, risultando il primo club iraniano a prendere parte al torneo.